# Prohn
Prohn település Németországban, Mecklenburg-Elő-Pomeránia tartományban. Lakosainak száma 2143 fő (2023. december 31.).

## Népesség
A település népességének változása:
| Lakosok száma | 2057 | 2102 | 2146 | 2141 | 2143 |
|               | 2017 | 2019 | 2021 | 2022 | 2023 |